# Tipulodes ima
Tipulodes ima là một loài bướm đêm thuộc phân họ Arctiinae, họ Erebidae.